# البكير
البكير بضم الباء وفتح الكاف. تقع قرية البكير جنوب محافظة بلجرشي، وتعتبر من أكبر القرى مساحة وسكاناً، حيث أنها تنقسم إلى ثلاث قرى داخلية وهي: الحدب، الصدتين وشابور.وتتميز هذه القرية بأن أرضها أرض زراعية خصبة، وويوجد بها مجرى للسيل يُسمى «الجللة»، وبها منطقة يُقال لها «الريع» تم فحصها من قبل مصلحة المعادن السعودية لهبوط طائراتها العمودية أثناء بحثها عن المعادن هناك.